# Senegal
Senegal (Republika Senegalu, fr. République du Sénégal) – państwo w zachodniej Afryce nad Oceanem Atlantyckim. Graniczy z Mauretanią, Mali, Gwineą, Gwineą Bissau i Gambią. Obecnie członek Unii Afrykańskiej i ECOWAS.

## Ustrój polityczny
Senegal jest republiką z prezydentem i 120 członkami zgromadzenia narodowego wybieranymi w powszechnych wyborach na pięcioletnie kadencje. Obowiązuje system wielopartyjny. Główne partie: Socjalistyczna Partia Senegalu (PSS) oraz Senegalska Partia Demokratyczna (PDS). Podstawowe zasady ustroju państwa reguluje Konstytucja z 2001 roku.
Głową państwa jest Prezydent Republiki wybierany w wyborach powszechnych na pięcioletnią kadencję. Ta sama osoba na urząd prezydenta może być wybrana ponownie tylko raz. Kandydat na urząd Prezydenta Republiki musi być obywatelem Senegalu, mieć ukończone w dniu wyborów 35 lat oraz posiadać pełnię praw obywatelskich i politycznych. Konstytucja nakłada także obowiązek płynnego pisania, czytania oraz mówienia w oficjalnym języku (tj. w języku francuskim) przez kandydata.
Podstawowe znaczenie i charakter urzędu prezydenta określone zostały w art. 42 konstytucji. Zgodnie z tym artykułem Prezydent Republiki stoi na straży przestrzegania Konstytucji, ucieleśnia jedność narodową, a także jest gwarantem prawidłowego funkcjonowania instytucji, suwerenności państwa oraz integralności jego terytorium.

## Geografia
Na południu kraju klimat podrównikowy, wilgotny. Ku północy przechodzi stopniowo w podrównikowy, suchy. Średnie roczne temperatury od 25 °C na wybrzeżu do 30 °C na granicy z Mali.
Główne rzeki to:
- Senegal
- Gambia
- Casamance

## Podział administracyjny
Po odzyskaniu niepodległości w 1960 r. Senegal został podzielony na siedem regionów, 27 departamentów i 85 arrondissementów. Obecnie Senegal jest podzielony na 14 regionów, które to stanowią 45 departamenty, 103 arrondissementy oraz liczne gminy.
1. Dakar (region)
2. Fatick (region)
3. Kaolack (region)
4. Kolda (region)
5. Louga (region)
6. Matam (region)
7. Saint Louis (region)
8. Tambacounda (region)
9. Thies (region)
10. Ziguinchor (region)
11. Diourbel (region)
12. Kaffrine (region)
13. Kédougou (region)
14. Sédhiou (region)

## Historia
Senegal był zamieszkany już w paleolicie i neolicie, co stwierdzono po odkryciach domowych narzędzi lub kamiennych kręgów (zob. kamienne kręgi Senegambii). Ponadto w rejonie deltowego ujścia rzek Sine i Saloum odkryto wyroby z miedzi i żelaza. Od XI wieku stwierdza się obecność w dolnym Senegalu ludu Tukulerów. Terytorium Senegalu na przestrzeni wieków wchodziło w całości lub częściowo w skład dawnych mocarstw, między innymi Ghany, Takrur (IX-XIII wiek), Imperium Mali (XIV-XVI wiek), Dżolof (XIV-XVI wiek). W XVI wieku rozpadły się one na wiele drobnych, rywalizujących ze sobą małych państw. Od XI wieku postępowała islamizacja obszaru. Około połowy XV wieku na wybrzeża kraju dotarli Portugalczycy, co zapoczątkowało europejską penetrację i handel niewolnikami.

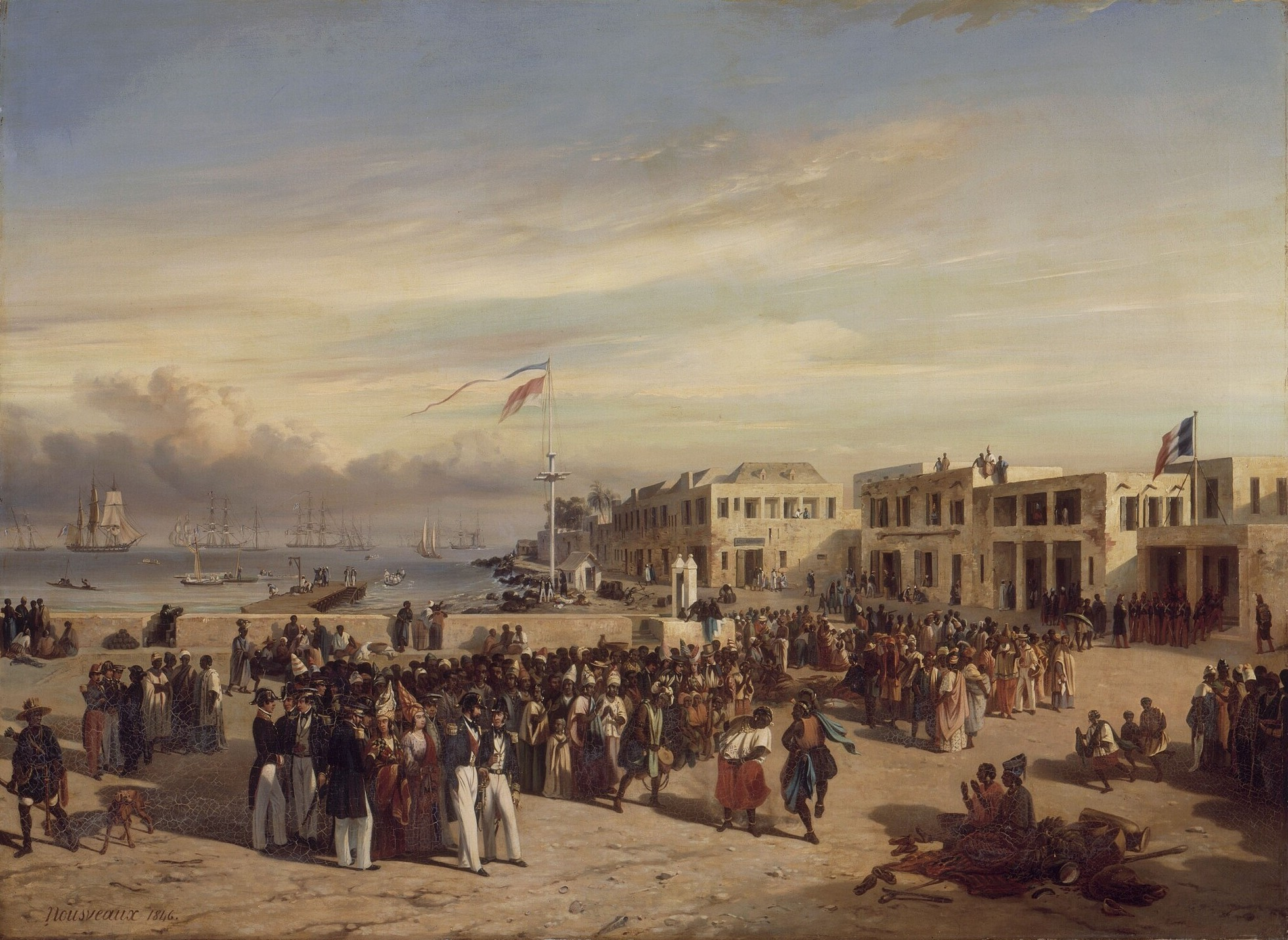
Gorée, 1842

W XVII wieku przewagę pośród Europejczyków walczących o wpływy w Senegalu zyskali Francuzi. W XIX wieku podbili oni kraj, uniemożliwiając przy tym rozprzestrzenianie się teokratycznych islamskich państw ludów Wolofów i Tukulerów. W 1848 roku na terenach zajmowanych przez Francję zniesiono niewolnictwo. W 1904 roku Senegal wszedł w skład Francuskiej Afryki Zachodniej, zajmując uprzywilejowaną pozycję w całym imperium kolonialnym. W drugiej dekadzie XX wieku Francja rozpoczęła przyznawanie części ludności kraju obywatelstwo francuskie. W Senegalu tworzono szkoły średnie dla Afrykanów, gdzie kształcono urzędników administracji kolonialnej dla posiadłości francuskich na kontynencie. W 1914 roku do francuskiego parlamentu wybrano pierwszego afrykańskiego deputowanego. W latach 20. nastąpił rozwój gospodarczy, na skutek czego ukształtowała się senegalska burżuazja. W 1946 roku Senegal został prowincją zamorską, a obywatelstwo francuskie nadano ogółowi mieszkańców. Utworzone zostały pierwsze partie, w tym Demokratyczny Blok Senegalski (założony w 1948 i przekształcony w 1956 w Narodowy Blok Senegalski) z Léopoldem Sédarem Senghorem na czele oraz Afrykańska Partia Niepodległości (PAI, założona w 1957, miała silne tendencje marksistowskie i została zdelegalizowana w 1960).
W 1958 roku, po wcześniejszym referendum Senegal stał się republiką autonomiczną w ramach Wspólnoty Francuskiej. W 1959 Senegal i Sudan Zachodni (obecnie Mali) utworzyły Federację Mali, która w 1960 uzyskała niepodległość. W tym samym roku Senegal wystąpił z Federacji. Pierwszym prezydentem republiki został Senghor. Polityk ten reprezentował tzw. socjalizm afrykański oraz utrzymywał ścisłe związki z byłą metropolią (gospodarcze, od 1966 układy wojskowe). Senghor był przywódcą rządzącego Senegalskiego Związku Postępowego (trzon tej utworzonej w 1959 partii stanowił Narodowy Blok Senegalski) o socjaldemokratycznym profilu. Po nieudanym zamachu stanu wprowadzono system rządów prezydenckich (1963–70), a w 1963 wprowadzono system jednopartyjny. W latach 1976–1981 Senghor wprowadził system trójpartyjny. Wtedy też dotychczasowa partia prezydencka zmieniła nazwę na Senegalską Partię Socjalistyczną a możliwość legalnej dzielności zyskały opozycyjne: Senegalska Partia Demokratyczna (PDS, założona 1974) i marksistowska PAI (1976 ponownie zalegalizowana).
W 1980 roku Senghor ustąpił z urzędu. W 1981 roku prezydenturę przejął bliski współpracownik Senghora – Abdou Diouf. Nowy prezydent prowadził politykę demokratyzacji, konsolidacji narodu i kontynuował senghorowską politykę zagraniczną. W latach 1982–1989 kraj wraz z Gambią stanowił konfederację Senegambii, której Diouf był prezydentem. W 1983, 1988 i 1993 zyskał reelekcję w wyborach prezydenckich, a kierowana przez niego Partia Socjalistyczna zyskiwała większość parlamentarną.
Wybory prezydenckie w 2000 roku wygrał Abdoulaye Wade, wspólny kandydat opozycji i sekretarz generalny liberalnej PDS. W wyborach parlamentarnych 2001 zwyciężyła Koalicja „Sopi” z PDS na czele. W 2001 roku wprowadzono nową konstytucję, na mocy której zagwarantowano w pełni wielopartyjny system. Konstytucja zrównała prawa własnościowe mężczyzn i kobiet, zniosła senat i skróciła kadencję prezydenta. Problemami wewnętrznymi Senegalu jest zagraniczne zadłużenie oraz tendencje separatystyczne: od lat. 80. nasilił się konflikt w Casamance.

## Gospodarka
Około 70% zatrudnionych pracuje w rolnictwie, a najbardziej dochodowymi uprawami są trzcina cukrowa, bawełna, ryż i warzywa, które powoli wypierają często do tej pory uprawiane orzeszki ziemne.
Walutą stosowaną w Senegalu jest frank CFA.

## Demografia

Wzrost populacji Senegalu (w mln)

Senegal zamieszkuje niecałe 19 mln osób (stan z 02.2023). Dominującą grupą etniczną są Wolofowie (ok. 35% ludności), zamieszkujący głównie środkową część kraju, na północ i na wschód od Dakaru, a także tereny wzdłuż wybrzeży. Środkową część kraju zamieszkują także Sererowie (ok. 11%), podczas gdy północny i wschodni Senegal zdominowany jest przez Fulanów (20% populacji całego kraju). Do innych grup etnicznych zaliczają się Tukulerzy na północy, Mandinka przy granicach z Gambią oraz lud Diola w regionie Casamance.
Większość Senegalczyków posługuje się językiem wolof, jednak językiem urzędowym państwa jest francuski.
| Grupa etniczna              | Język           | Liczebność w tys. | Procent ludności |
| --------------------------- | --------------- | ----------------- | ---------------- |
| Wolofowie                   | Język wolof     | 6 305             | 38,7%            |
| Fulani (4 grupy)            | Język ful       | 3 739             | 22,95%           |
| Sererowie                   | Język serer     | 1 784             | 10,95%           |
| Maninka (2 grupy – Malinke) | Język maninka   | 1 446             | 8,87%            |
| Mandingo (Malinke)          | Język mandinka  | 959               | 5,89%            |
| Diola (10 grup)             | Język diola     | 570               | 3,5%             |
| Soninke                     | Język soninke   | 303               | 1,86%            |
| Bambara (Malinke)           | Język bambara   | 87                | 0,53%            |
| Arabowie libańscy           | Język arabski   | 76                | 0,47%            |
| Francuzi                    | Język francuski | 58                | 0,36%            |

Struktura religijna kraju w 2020 roku, według The ARDA:
- islam – 91%
- katolicyzm – 4,9%
- tradycyjne religie plemienne – 3,5%
- pozostali chrześcijanie – 0,25%
- bahaizm – 0,18%
- brak religii – 0,17%.

Wolność religijna jest chroniona przez prawo, a społeczeństwo wykazuje tolerancję religijną. Oficjalne statystyki zaniżają liczbę wyznawców tradycyjnych religii – w Senegalu wierzenia i tradycje pierwotnej religii pozostają silnie zakorzenione pośród muzułmanów i chrześcijan. Zdecydowana większość chrześcijan należy do Kościoła rzymskokatolickiego, spotkać jednak można rosnące misje protestanckie. Protestancka Światowa Wspólnota Zborów Bożych liczy ok. 10 tys. wiernych w 90 zborach. Kościół luterański założony przez misję fińską zgłasza 7 tys. członków w 49 zgromadzeniach. Świadkowie Jehowy w Senegalu zgłaszają 1444 głosicieli, należących do 33 zborów. 

## Francuskie jednostki wojskowe w Senegalu
W 1974 roku doszło do podpisania porozumienia między Francją a Senegalem w kwestii bezpieczeństwa obronnego. Na mocy tego dokumentu Francja została uprawniona do rozmieszczenia na terenie Zielonego Przylądka 3500 żołnierzy. 
Natomiast w 2011 roku powołane w 1974 roku Francuskie Siły Zielonego Przylądka (fr. les Forces Françaises du Cap-Vert) zastąpiono Francuskimi Jednostkami Wojskowymi w Senegalu (fr. les Éléments Français au Sénégal, EFS). 
Obecnie w EFS jest 350 rekrutów. Te zmiany organizacyjne były realizacją zaleceń Białej Księgi Obrony i Bezpieczeństwa Narodowego z 2008 roku, a także wolą rządu senegalskiego, który chciał odzyskać zajmowane przez francuską armię tereny.
Francuskie siły zbrojne stacjonujące w Senegalu mają na celu przede wszystkim zwalczanie grup terrorystycznych, które mogą zagrażać nie tylko Afryce i Francji, ale także krajom Europy. 